# Panzia
Panzia is een geslacht van rechtvleugeligen uit de familie veldsprinkhanen (Acrididae). De wetenschappelijke naam van dit geslacht is voor het eerst geldig gepubliceerd in 1929 door Miller.

## Soorten
Het geslacht Panzia  is monotypisch en omvat slechts de volgende soort:
- Panzia uvarovi (Miller, 1929)